# 翁蒂涅纳
翁蒂涅纳，是西班牙阿拉贡自治区韦斯卡省的一个市镇。总面积137平方公里，总人口650人（2001年），人口密度5人/平方公里。